# ハル・ハートリー
ハル・ハートリー（Hal Hartley、1959年11月3日 - ）は、アメリカ合衆国ニューヨーク州出身の映画監督・脚本家・映画プロデューサー。

## 人物
インデペンデント映画界で有名。
パートナーは日本人女優の二階堂美穂で、ハートリー作品によく出演している。2000年以降、日本では未公開になる作品が多かったが、2014年に中編『はなしかわって』が、2018年には『フェイ・グリム』と『ネッド・ライフル』が劇場公開された。2018年現在、長編作品で日本未公開なのは『No Such Thing』と『The Girl From Monday』の2本である。
長編作品の合間には短編やミュージック・ビデオ、舞台などの演出も行っている。また自身の監督作の音楽も手がけており、90年代半ばまではネッド・ライフルという筆名を使っていた。

## プロフィール
1959年11月3日、ニューヨーク州ロングアイランド、リンデンハースト生まれ。4人兄弟の3男で兄2人と妹がいる。11歳のときに母親が死去し、その後は妹と親戚の家で暮らす。
1977年6月に地元のリンデンハースト高校を卒業。絵画に興味を持ちボストンのマサチューセッツ美術大学に入学。そこで映画製作に触れる。その後、学資金を稼ぐためニューヨークに戻りデパートの本屋やカメラ売場で働きながら、数本の8mm映画を自主製作する。1980年9月から1984年5月までニューヨーク州立大学パーチェス校で映画製作を専攻する。アラム・アヴァキアンのもとで脚本と演出について学びながら、ルネサンス文学と哲学を学ぶ。短編から彼のほとんどの作品の撮影の担当をしているマイケル・スピラーはこのときのクラスメイトである。在学中に後に彼の作品に携わることになるスタッフや俳優と出会う。卒業制作としてマイケル・スピラーと共同で33分の短編映画『Kid』を作成する。卒業後は父親の建設会社で働きながら、『The Cartographer's Girlfriend』、『Dogs』の2本の短編を監督。
1988年に初の長編映画『ニューヨーク・ラブストーリー』（The Unbelievable Truth）を製作。キャストのロバート・ジョン・バークや、撮影のマイケル・スピラーらの大学時代の仲間と共に、ハートリーは監督、脚本、編集の3役をこなした。製作費75,000ドル、地元リンデンハーストで11日間という短期間で撮影された低予算映画ながらも、映画祭では高く評価される。1990年にサンダンス映画祭で審査員大賞にノミネートされた。
1990年に長編2作目となる『トラスト・ミー』（Trust）を発表。前作で実力が評価されイギリスの制作会社Zenithの援助を受けて製作され、各国の映画祭で高評価を得た。この2作に出演したエイドリアン・シェリーの出世作となる。
1991年にはアメリカのテレビ局PBSによる、新進気鋭の映画監督の実験的短編作品を放送する番組「Alive from Off Center」で『アンビション』（Ambition）と『セオリー・オブ・アチーブメント』（Theory of Achievement）の2本の短編を製作。同じくPBSのアンソロジー番組「American Playhouse」では57分の『サバイビング・デザイア』（Surviving Desire）を製作した。この3本は日本でも『ハル・ハートリー短編集』としてビデオ発売された。
翌年1992年には長編3作目『シンプルメン』（Simple Men）を発表し、確固たるファンを確立することになる。この作品は第45回カンヌ国際映画祭でも上映された。その後も『愛・アマチュア』（Amateur）、『FLIRT/フラート』（Flirt）と立て続けに長編作品を発表。『FLIRT/フラート』では東京ロケも行われた。1996年に『FLIRT/フラート』に出演した日本人女優の二階堂美穂と結婚。
1997年、長編『ヘンリー・フール』（Henry Fool）を製作。1998年度カンヌ国際映画祭で脚本賞を受賞。また、これまでネッド・ライフル名義で自作品の音楽を手掛けてきたが、本作品では本名でクレジットされている。
1998年、フランスのテレビ向けに『ブック・オブ・ライフ』（The Book of Life）を製作。全編デジタルビデオで撮影された。過去にハートリー作品に音楽を提供したことのあるPJハーヴェイやヨ・ラ・テンゴといったミュージシャンが出演している他、作家ウィリアム・S・バロウズも声のみ参加している。日本ではWOWOWで放送され、アップリンクからDVDも発売された。2000年にはドイツのTV番組「Erotic Tales」の1編『Kimono』を監督。主演は監督夫人である二階堂美穂で彼女が当時、英語の台詞に不慣れだったため一切の台詞を廃した作品である。
2001年には現代版「美女と野獣」とも言うべき作品『No Such Thing』を発表。この作品では製作総指揮を務めたフランシス・フォード・コッポラの援助と、ユナイテッド・アーティストとの配給契約により、これまでより多くの製作資金も得た。予算の増加により、キャストには怪物役のロバート・ジョン・バーク以外はサラ・ポーリー、ヘレン・ミレン、ジュリー・クリスティのような有名俳優を起用し、マーク・ラパポートによる特殊メイクや、アイスランドでのロケなどを実現し、ハートリー監督作品の中では最も規模の大きな映画となった。だが、第54回カンヌ国際映画祭のある視点部門で上映されたものの、好評価は得られなかった。
『No Such Thing』の商業的失敗の後、映画配給Possible Filmsを設立する。次回作が予め低予算かつ実験的作品になると分かっていたため、自由に作品作りを行うためである。そして2005年に制作されたのが『The Girl from Monday』である。企業に管理された未来社会を描いたハートリー監督初のSF作品で、DVDの販売はPossible Filmsが行った。また1994年から2004年の間に制作された短編を収録したDVD「Possible Films」も発売された。
2005年から一時的にドイツ、ベルリンに移住。翌年2006年に『ヘンリー・フール』の続編『フェイ・グリム』を製作。パーカー・ポージー主演のスパイ・スリラーでベルリン、パリ、イスタンブールなどで国際的なロケが行われた。2006年度トロント国際映画祭で上映された後、2007年5月18日にアメリカで劇場公開、その数日後の5月22日にDVDが発売された。
2008年に作曲家ルイ・アンドリーセンによるダンテの『神曲』を基にしたオペラ舞台『La Commedia』の演出を手掛ける。ルイ・アンドリーセンとは短編『The New Math(s)』でも一緒に仕事をしている。
アトム・エゴヤン、フリオ・メデムなど6人の監督によるオムニバス映画『Moving the Arts』の1編の監督・脚本を担当し2010年にドイツでの公開が予定されていたが、制作資金を得ることができず企画倒れとなった。
2012年に、ボルチモアの劇場Center Stageが企画し、50人の劇作家が執筆した脚本を基にした連作シリーズ「My America」の演出を手掛ける。2014年には21エピソードを抜粋したオムニバス作品『My America』を発表した。
2014年、『ヘンリー・フール』『フェイ・グリム』の続編で「ヘンリー・フール・トリロジー」の完結編となる長編『ネッド・ライフル』を製作。製作資金はクラウドファンディングで集められた。同作はベルリン国際映画祭のパノラマ部門に出品され、エキュメニカル審査員賞を受賞した。

## 主な作品

### 長編映画
- 『アンビリーバブル・トゥルース』- The Unbelievable Truth (1989)
- 『トラスト・ミー』- Trust (1990)
- 『シンプルメン』- Simple Men (1992)
- 『愛・アマチュア』- Amateur (1994)
- 『FLIRT/フラート』- Flirt (1995)
- 『ヘンリー・フール』- Henry Fool (1997)
- 『ブック・オブ・ライフ』- The Book of Life (1998)
- 『No Such Thing』 (2001)
- 『The Girl from Monday』 (2005)
- 『フェイ・グリム』 - Fay Grim(2006)
- 『はなしかわって』 - Meanwhile (2011)
- 『My America』(2014)
- 『ネッド・ライフル』 - Ned Rifle (2014)

### 短編映画
- 『Kid』 (1984)
- 『The Cartographer's Girlfriend』 (1987)
- 『Dogs』 (1988)
- 『サバイビング・デザイア』- Surviving Desire (1991)
- 『アンビション』 - Ambition (1991)
- 『セオリー・オブ・アチーブメント』- Theory of Achievement (1991)
- 『Opera No. 1』 (1994)
- 『NYC 3/94』 (1994)
- 『Iris』 (1994)
- 『The Other Also』 (1997)
- 『The New Math(s)』 (2000)
- 『Kimono』 (2000)
- 『The Sisters of Mercy』 (2004)
- 『A/Muse』 (2010)
- 『Implied Harmonies』 (2010)
- 『The Apologies』 (2010)
- 『Adventure』 (2010)
- 『Accomplice』 (2010)

### ミュージック・ビデオ
- From A Motel 6 by ヨ・ラ・テンゴ (1993)
- The only living boy in New York by エヴリシング・バット・ザ・ガール (1993)
- Walking Wounded by エヴリシング・バット・ザ・ガール (1995)
- キミとボク Boom 'n Bust by 永瀬正敏 (1996)
- Stolen Car by ベス・オートン (1998)
- Crawl Home by PJハーヴェイ＆ジョシュ・ホーミ (2003)

### 舞台
- 『Soon』 (1998)
- 『La Commedia』 (2008)

### 配信ドラマ
- 『レッド・オークス』 - Red Oaks (2015-2017)

## 主な受賞
- 『アンビリーバブル・トゥルース』
  - 1990年度サンダンス映画祭・審査員大賞ノミネート

- 『トラスト・ミー』
  - ヒューストン映画祭・グランプリ受賞
  - 1991年度サンダンス映画祭・最優秀脚本賞受賞
  - 1991年度サンダンス映画祭・審査員大賞ノミネート
  - オーストリア映画批評家協会・最優秀作品賞受賞
  - オーストリア映画批評家協会・人気映画賞
  - ドービル映画祭・審査員賞受賞

- 『シンプルメン』
  - 1992年度 インディペンデント・スピリット賞 最優秀助演女優賞ノミネート（カレン・サイラス）
  - フォート・ローダデール国際映画祭・最優秀監督賞受賞

- 『愛・アマチュア』
  - 1994年度東京国際映画祭　ヤングシネマ1994コンペティション・シルバー賞受賞

- 『ヘンリー・フール』
  - 1998年度カンヌ国際映画祭・脚本賞受賞

- 『ネッド・ライフル』
  - 2015年ベルリン国際映画祭・パノラマ部門 エキュメニカル審査員賞受賞

## ビデオ・DVD
これまでに『ヘンリー・フール』までの6本の日本劇場公開作品と91年製作の3本の短編を収録した『ハル・ハートリー短編集』のビデオと、『ブック・オブ・ライフ』はビデオとDVDが発売された。VHSビデオは廃盤となり、日本版DVDは発売されていなかったが、2014年に『シンプルメン』『アンビリーバブル・トゥルース（ニューヨーク・ラブストーリー）』『はなしかわって』『愛・アマチュア』の諸作品が販売された。

### ビデオ
- ニューヨーク・ラブ・ストーリー
日本コロムビア、1991/11/21発売、ASIN B00005ESVJ
- トラスト・ミー
フランス映画社
- 愛・アマチュア
フランス映画社
- シンプルメン
フランス映画社
- FLIRT/フラート
J.V.D.、1999/02/05発売、ASIN B00005H5Z6
- ハル・ハートリー短編集
ポリスター、1997/02/26発売、ASIN B00005FOQ1
『サバイビング・デザイア』、『セオリー・オブ・アチーブメント』、『アンビション』収録。
- ヘンリー・フール（字幕版）
ポニーキャニオン、2000/05/17発売、ASIN B00005FVL6
- ヘンリー・フール（日本語吹替版）
ポニーキャニオン、2000/05/17発売、ASIN B00005FVL7
- ブック・オブ・ライフ
アップリンク、2000/05/25発売、ASIN B00005G1TO

### DVD
- ブック・オブ・ライフ
アップリンク、2000/05/25発売、ASIN B00005G1SJ
音声は英語（日本語字幕）のみ。
- ヘンリー・フール・トリロジーBOXセット
『ヘンリー・フール』『フェイ・グリム』『ネッド・ライフル』収録
Possible Films、2018/02発売、ASIN B077NR5GR3
音声は英語のみ（日本語、フランス語、ドイツ語、スペイン語、英語の5カ国語字幕）。
- ロング・アイランド・トリロジーBOXセット
『アンビリーバブル・トゥルース』『トラスト・ミー』『シンプルメン』収録
Possible Films、2018/12発売、ASIN B07K4XJYS3
音声は英語のみ（日本語、フランス語、ドイツ語、スペイン語、英語の5カ国語字幕）。

### Blu-ray
- ヘンリー・フール・トリロジー
『ヘンリー・フール』『フェイ・グリム』『ネッド・ライフル』収録
Possible Films、2018/02発売、ASIN B077G6NLN4
音声は英語のみ（日本語、フランス語、ドイツ語、スペイン語、英語の5カ国語字幕）。
- ロング・アイランド・トリロジーBOXセット
『アンビリーバブル・トゥルース』『トラスト・ミー』『シンプルメン』収録
Possible Films、2018/12発売、ASIN B07JBCVZR4
音声は英語のみ（日本語、フランス語、ドイツ語、スペイン語、英語の5カ国語字幕）。

## インタビュー
- インディーズ映画の雄、ハル・ハートリー監督が新作を語る at "WIRED.jp"（日本語）
- The Director Interviews: Hal Hartley, Fay Grim at Filmmaker Magazine
- Drinks with Tony podcast interview
- Hal Hartley and Parker Posey Interview JewReview spoke to them about their new film, Fay Grim.
- Resident Alien: What Ever Happened to Hal Hartley? at "New York Movies"
- An Interview with Hal Hartley at "24fps"
- "Free to Investigate": Hal Hartley
- "In Images We Trust": Hal Hartley Interviews Jean-Luc Godard Filmmaker Vol. 3, No. 1 (Fall 1994): 14, 16-18, 55-56. - ウェイバックマシン（2002年12月4日アーカイブ分）

## 関連文献
- ハル・ハートリー著、酒井紀子訳 『愛・アマチュア (単行本) 』 キネマ旬報社、1994年12月、ISBN 4873761174
- ジェフ・アンドリュー著、鹿田昌美訳　『インディーズ監督10人の肖像　もうひとつのハリウッド・ドリーム』キネマ旬報社、1999年11月、ISBN 4873762324
- Hal Hartley (2008). True Fiction Pictures & Possible Films - Hal Hartley in conversation with Kenneth Kaleta. Soft Skull Press. ISBN 159376216X.

## その他
- 日本独自の企画でハル・ハートリーの映画音楽をカバーしたコンピレーション・アルバム『ア・シンプル・マン　ハル・ハートリー映画音楽カヴァー・コンピレーション』が製作された。
- SNSサイトmixiにはファンによるコミュニティが存在し、400人以上が参加している。
- モーリー・ロバートソンのポッドキャスト番組「i-morley」でインタビューに応えている。（2006/12/11、現在は視聴できない）
- 日本の映画評論家の淀川長治は著作[1]の中で『シンプルメン』を見てゴダールの『勝手にしやがれ』と同じような驚きを感じ、『勝手にしやがれ』は映画の堕落だと思ったが、この映画は大好きだと激賞している。
- クラウドファンディング　ハートリー自身の製作会社Possible Filmsが『ヘンリー・フール』『フェイ・グリム』『ネッド・ライフル』からなる【ヘンリー・フール・トリロジー】のBOXセットをリリース。クラウドファンディングによって日本語字幕が収録された。2018年5月14日〜6月12日、初期作の『アンビリーバブル・トゥルース』『トラスト・ミー』『シンプルメン』をHDストレア&日本語字幕を含む5力国語字幕付きBOXセットの資金の支援を募る活動中。3作とも日本初のブルーレイ化であり、『トラスト・ミー』は日本ではVHSしかリリースされておらず、実現すれば今回が初のディスクでのリリースである。